# トリグリム
トリグリム (triglyme) とは、有機化学で用いられる高沸点の溶媒の一種。別名としてトリグライム、トリエチレングリコールジメチルエーテルとも呼ばれる。 triglyme は triethyleneglycol dimethyl ether の略。
トリエチレングリコールの2つのヒドロキシ基をメチル化した構造を持つ。水、各種アルコール、ジエチルエーテル、各種炭化水素系の溶媒と混和する。
トリグリムは主に化学反応の溶媒として用いられる。金属カチオンにキレート配位して対アニオンを活性化させることができる。そのため、グリニャール試薬や金属ヒドリドなどの金属化合物を反応剤とする場合に反応速度を上げる目的で用いられる。
この溶媒は塩基性に強く、強塩基存在下に加熱しても通常は安定である。

## 関連化合物
- 1,2-ジメトキシエタン (DME)
- ジグリム
- テトラエチレングリコールジメチルエーテル（英語版）（テトラグリム）